# Sargochromis
Sargochromis es un género de peces de la familia Cichlidae y de la orden de los Perciformes endémica de África Oriental.

## Especies
- Sargochromis carlottae (Boulenger, 1905)
- Sargochromis codringtonii (Boulenger, 1908)
- Sargochromis coulteri (Bell-Cross, 1975)
- Sargochromis giardi (Pellegrin, 1903)
- Sargochromis greenwoodi (Bell-Cross, 1975)
- Sargochromis mellandi (Boulenger, 1905)
- Sargochromis mortimeri (Bell-Cross, 1975)
- Sargochromis thysi (Poll, 1967)